# Погорелка (Свердловская область)
Погорелка — деревня в Талицком городском округе Свердловской области России.

## Географическое положение
Деревня Погорелка находится в 22 километрах (по дорогам в 33 километрах) к востоку-северо-востоку от города Талицы, на правом берегу реки Балаир — левого притока реки Пышмы. В 1 километре к северо-западу расположен остановочный пункт 2048 км Свердловской железной дороги. В деревне находится пруд.

## Исторические статистические сведения
Деревня Погорельская (Погорки) относилась к Камышловскому уезду Пермской губернии, число дворов - 42, жители - 117 мужчин и 135 женщин, расстояние от уездного города - 93 версты, от становой квартиры - 21 верста.

## Население
| 2002 | 2010 | 2021 |
| ---- | ---- | ---- |
| 14   | ↘6   | ↗9   |